# 正义党 (阿塞拜疆1916年)
正义党（波斯語：فرقه عدالت）是阿塞拜疆历史上的一个社会民主主义政党，由居住在俄罗斯帝国巴库的伊朗移民组成，成立于1916年（一说1917年6月）。
该党自视为1906年—1909年活动的伊朗社会民主党的继承者。
该党的创始人包括：阿萨杜拉·卡法尔扎德、巴赫拉姆·阿加扎德、阿加·巴巴·优素福扎德、穆罕默德·法图拉扎德，以及年轻的贾瓦德扎德·哈尔哈利（由前者担保加入该党），他后来以“贾法·皮萨瓦里”之名而闻名。
该党与穆斯林社会民主党关系密切，不少活动家同时在两党的中央委员会中任职。
该党的纲领和章程以小册子的形式用阿塞拜疆语和波斯语出版，同时刊登在该党的报纸《自由》上，该报主编为贾法·皮萨瓦里。
1917年6月10日，该党开始出版本党的机关报《正义旗帜》，使用阿塞拜疆语和波斯语双语发行。《正义旗帜》的主编为阿萨杜拉·卡法尔扎德，他同时担任该党中央委员会主席。
到1918年初，该党的分支机构已遍布高加索地区，如阿塞拜疆、达吉斯坦、阿斯特拉罕、第比利斯、巴统、埃里温等地。仅占贾一地，该党成员就达470人。
除了与穆斯林社会民主党的合作外，该党还与巴库苏维埃的俄国社会民主工党 (布尔什维克)分支、伊朗阿塞拜疆和吉兰的革命者有密切联系，特别是与穆罕默德·基亚巴尼领导的阿塞拜疆民主党。
据苏联资料记载，1918年7月，应斯捷潘·邵武勉的建议，由卡法尔扎德率领的21名正义党成员前往吉兰，旨在“组织针对英国帝国主义者的武装斗争”。
1918年，该党加入巴库公社的穆斯林社会主义局。1920年，该党改组为伊朗共产党，部分成员加入阿塞拜疆共产党（布尔什维克）。